# Banc Half Moon
Le banc Half Moon (en anglais Half Moon Shoal, en mandarin Bànyuè Jiāo (en sinogrammes 半月礁), en tagalog Buhanginan ng Hasa Hasa, en vietnamien Bãi Trăng Khuyết), est un atoll des îles Spratleys en mer de Chine méridionale situé au sud-est de Dangerous Ground,,.

## Géographie
Le banc Half Moon est situé à 17,4 milles marins proximité du banc Northeast Investigator Shoal, à 22 milles marins à l’ouest-sud-ouest du banc Royal Captain et à 71 milles marins (132 km) à l'ouest de la municipalité de Rizal sur l'île philippine de Palawan,.
Cet atoll a la forme d'un rectangle et s'étend sur 5 km le long de son axe du nord au sud-ouest et jusqu'à 4 km le long de son axe de l'ouest à l'est.
L'atoll consiste en un récif étroit, partiellement inondé, qui entoure un lagon. Le lagon offre un bon abri aux petites embarcations et a une profondeur moyenne d'environ 27 mètres, bien qu'il contienne plusieurs têtes de corail d'une profondeur d'à peine 0,3 mètre. L'entrée du lagon se trouve du côté sud-est du récif, à environ 0,4 mille marin au sud-ouest du rocher incliné.
La superficie de l'atoll est de 15,57 km2, comprenant un platier récifal de 5,55 km2, plusieurs lagons reliés entre eux totalisant 8,89 km2 et une pente récifale de 1,13 km2.

## Revendication de souveraineté
Comme pour toutes les îles Spratleys, la propriété de l'atoll est contestée. 
Les Philippines administre l'atoll dans le cadre de la municipalité de Kalayaan.
La Chine, le Viêt Nam et Taïwan ont des revendications concurrentes sur l'atoll.

### Incidents notables
La frégate chinoise Dongguan s'est accidentellement échouée sur le haut-fond lors d'une mission de patrouille de routine le 11 juillet 2012. Elle a ensuite été remorquée par un navire de sauvetage chinois,.
Le 6 mai 2014, la police philippine a arrêté 11 pêcheurs chinois qui auraient braconné des tortues marines à bord du bateau de pêche Qiongqionghai, près du récif Half Moon,.
Le 29 août 2018, le BRP Gregorio del Pillar s'est échoué sur le haut-fond.